# Mira Herold
Pour les articles homonymes, voir Mira et Herold.
Mira Herold, née en 1984 à Gotha, est une actrice allemande.

## Filmographie sélective
- 2007-2008 Verbotene Liebe (série télévisée, 20 épisodes) : infirmière Bettina
- 2012 The Mermaids (moyen métrage) : Tina